# مارغريتا تايلور
مارغريتا تايلور (بالإنجليزية: Margherita Taylor) هي مقدمة تلفزيونية بريطانية، ولدت في 26 يوليو 1972 في لندن في المملكة المتحدة.